# Johann Jakob Nef
Johann Jakob Nef (* 6. Dezember 1839 in Herisau; † 28. März 1906 in St. Gallen, heimatberechtigt in Herisau) war ein Schweizer Textilunternehmer.

## Leben
Johann Jakob Nef wurde 1839 als Sohn von Johann Georg Nef (1809–1887) und Anna Katharina Zähner geboren. Er war ein Bruder von Johann Georg Nef (1849–1928). Er heiratete Albertine Zellweger, Tochter von Jacob Zellweger.
Nach einer Ausbildung zum Kaufmann in Herisau, Paris und Brüssel arbeitete er in der väterlichen Textilhandelsfirma. Nach 1870 erfolgte der Umzug eines Teils des Geschäfts nach St. Gallen. Das Familienunternehmen blieb aber bestehen unter Aufteilung der Absatzgebiete zwischen den Brüdern. Johann Jakob Nef kümmerte sich um den Handel mit Frankreich, sein Bruder Johann Georg Nef um denjenigen mit Italien. 1891 trennte sich Nef vom Stammsitz in Herisau und gründete ein eigenes, bald weitherum bekanntes Exportgeschäft.
1875 war Nef Hauptinitiant für die Gründung des Industrievereins St. Gallen. Diesem stand er von 1875 bis 1890 als erster Präsident vor. Nef erwarb sich Verdienste durch die Hebung der Stickereiindustrie und im kaufmännischen Bildungswesen.